# 额尔古纳早熟禾
额尔古纳早熟禾（学名：Poa argunensis）为禾本科早熟禾属下的一个种。